# Ano Kalamas
Ano Kalamas (in greco Άνω Καλαμάς?) è un ex comune della Grecia nella periferia dell'Epiro (unità periferica di Giannina) con 3 070 abitanti secondo i dati del censimento 2001.
È stato soppresso a seguito della riforma amministrativa, detta Programma Callicrate, in vigore dal gennaio 2011 ed è ora compreso nel comune di Pogoni.

## Località
Il comune è suddiviso nelle seguenti comunità:
- Areti
- Ieromnimi
- Katarraktis
- Kouklioi
- Mavronoros
- Mazaraki
- Parakalamos
- Repetista
- Riachovo
- Sitaria
- Vrotismeni